# Paula Thomas
Paula Thomas (Bradford, Reino Unido, 3 de diciembre de 1964), también llamada Paula Dunn, es una atleta británica retirada especializada en la prueba de 4 x 100 m, en la que ha conseguido ser medallista de bronce europea en 1990.

## Carrera deportiva
En los Juegos de la Commonwealth de Edimburgo de 1986 ganó la medalla de oro en los relevos de 4 x 100 metros, con un tiempo de 43.39 segundos, por delante de Canadá y Gales.
En el Campeonato Europeo de Atletismo de 1990 ganó la medalla de bronce en los relevos 4 x 100 metros, con un tiempo de 43.32 segundos, llegando a meta tras Alemania del Este y Alemania del Oeste, siendo sus compañeras de equipo: Stephanie Douglas, Beverly Kinch y Simone Jacobs.